# Haselmaus
Die Haselmaus (Muscardinus avellanarius) ist ein mausähnliches, nachtaktives Nagetier aus der Familie der Bilche (Gliridae).
Sie wurde durch die Schutzgemeinschaft Deutsches Wild und die Deutsche Wildtier Stiftung als Tier des Jahres 2017 in Deutschland und durch den Naturschutzbund Österreich zum Tier des Jahres 2023 in Österreich ausgewählt.

## Merkmale
Haselmäuse erreichen eine Kopf-Rumpf-Länge von 6,5 bis 9,1 Zentimeter, haben einen 5,7 bis 8,6 Zentimeter langen Schwanz, 9 bis 14,6 Millimeter hohe Ohren und eine Hinterfußlänge von 14,2 bis 17,8 Millimeter. Das Gewicht ausgewachsener Exemplare liegt im Sommer bei 17 bis 19 Gramm. Vor dem Winterschlaf wiegen sie aber mehr als 30 Gramm. Das Rückenfell der Haselmaus variiert von grau über sandgelb bis hin zu goldfarben; mit fortschreitendem Alter ändert sich der Farbton. Die Farbe des Schwanzes entspricht der des Rückenpelzes, die Unterseite ist jedoch heller. Das Bauchfell ist hellgelb ockerfarben oder gelblich grau. Kehle und Brust zeigen je einen weißen Fleck, der sich in einem schmalen Streifen bis zum Bauch hinunterzieht. Der Schwanz ist behaart und buschig. Einige Exemplare haben weiße Schwanzspitzen. Der Karyotyp ist 2n = 46. Weibchen haben vier Zitzen. Haselmäuse werden in freier Wildbahn 3 bis 4 Jahre alt und sind mit einem Jahr geschlechtsreif.

## Lebensraum

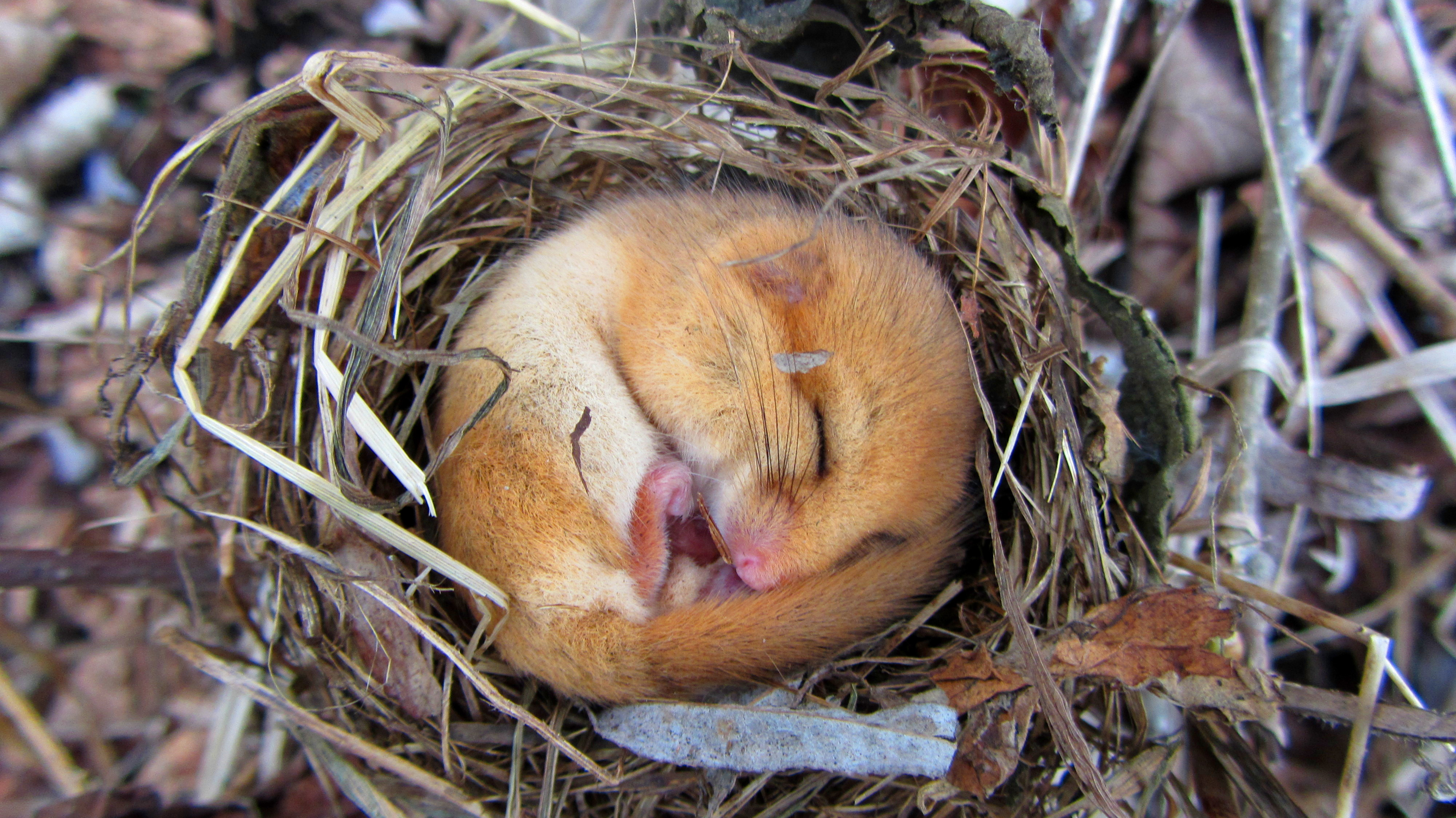
Haselmaus während des Winterschlafes

Verbreitung der Haselmaus

Als Lebensraum bevorzugt die Haselmaus dichte Gebüsche, Hecken, breite Waldsäume und Mischwälder mit reichem Unterwuchs. Sie kommt dort bis in Höhenlagen von etwa 2 000 Metern in subalpinen Bergkiefernwäldern vor. Eine große Vielfalt an Baum- und Straucharten ist ein wichtiger Faktor für die Lebensraumqualität der Haselmaus. Dabei bevorzugt sie frühe Sukzessionsstadien der Gehölzvegetation, die in regenerierenden Kahlschlag- und Niederholzgebieten zu finden sind. In dem dichten, einander durchwachsendem Unterholz sind die Nester sicher vor Raubtieren, und die Vegetationsvielfalt bietet ausreichend Nahrung in Nähe der Nistplätze. Besonders beliebt sind fruchttragende Sträucher wie Haselsträucher (Corylus avellana), Holunder, Weißdorn, Faulbaum sowie Brombeerhecken. Haselmäuse scheinen allerdings recht anpassungsfähig und lärmtolerant zu sein, wurden doch schon Tiere und Nester in mit Büschen bepflanzten Trennstreifen von Autobahnen gefunden.

## Verbreitung
Das große Verbreitungsgebiet der Haselmaus erstreckt sich über fast ganz Europa, mit Ausnahme der Iberischen Halbinsel, Südfrankreichs, der nördlichen britischen Inseln und Skandinaviens. Im Osten erstreckt sich das Vorkommen bis nach Russland. Jedoch ist die Verbreitung oft nur lückenhaft oder regional begrenzt.

## Lebensweise
Tagsüber schläft die Haselmaus in ihrem etwa faustgroßen, kugelförmigen Kobel genannten Nest, das sie meist aus Grasspreiten, Laubblättern und anderem geeigneten bzw. in der direkten Umgebung verfügbaren Material baut und in Büschen und Bäumen aufhängt. Oft benutzt sie auch Nisthöhlen und Nistkästen. In der Zeit von Mai bis Ende Oktober streift sie nachts umher und ernährt sich von Knospen, Samen, Beeren, Insekten, Vogeleiern, kleinen wirbellosen Tieren, Walnüssen und Haselnüssen. Sie gehört somit zu den Allesfressern.
Zum Winterschlaf (saisonal beginnend frühestens ab Oktober bis Ende April) nutzt die Haselmaus Nester, die sie am Boden in der Vegetation, im Laub oder Reisig, zwischen Wurzeln, an Baumstümpfen, in Baumlöchern oder in frostsicheren Erdhöhlen anlegt. Dabei reduziert sich ihre Körpertemperatur deutlich. Das Weibchen wirft ein- bis zweimal im Jahr zwei bis fünf Junge. Die Tragzeit beträgt etwa 22 bis 24 Tage. Die Neugeborenen sind blind, nackt und wiegen etwa 2–3 Gramm. Zum Säugen besitzt das Haselmausweibchen vier Paar Zitzen, an denen die Jungen etwa einen Monat saugen. Die jungen Haselmäuse bleiben bis zu ihrer Unabhängigkeit – die etwa 40 Tage nach der Geburt beginnt – bei der Mutter in einem etwas größeren Nest.
Die Haselmaus ist ein hervorragender Kletterer, der sich auch auf den dünnsten Zweigen wohl fühlt und die meiste Zeit in Hecken und Bäumen lebt. Dabei benutzt sie zum Teil die Hangeltechnik der Affen, um sich fortzubewegen. Ihr etwa 6 Zentimeter langer behaarter Schwanz hilft ihr beim Balancieren. Sie hat außerdem die Fähigkeit, ihren ersten Finger den anderen Fingern gegenüberzustellen. Das gilt sowohl für ihre Vorder- als auch die Hinterpfoten. Dadurch ist die Haselmaus in der Lage, Äste oder Ähnliches zu ergreifen und fest zuzupacken. Durch das rechtwinkelige Abspreizen der letzten Zehe ist sie sogar dazu fähig, sich an glatten Baumstämmen fortzubewegen. Die Vorderpfoten sind außerdem um 30 Grad nach außen gerichtet, was ihr beim Klettern einen Vorteil gegenüber Tieren, deren Vorderpfoten direkt nach vorne gerichtet sind, verschafft.
Das Revier der Haselmaus, das sie mit Urin und Sekreten aus den Analdrüsen markiert (Wirbeltierpheromone), hat einen Radius von etwa 150 bis 200 Metern.[Quelle?] Die Haselmaus zeigt ein schwach ausgeprägtes Wanderverhalten. Beobachtungen haben gezeigt, dass ausgewachsene Tiere einen Radius von 500 Metern so gut wie nie überschreiten.
Wird die Haselmaus von zum Beispiel einem Räuber am Schwanz gepackt, kann sie ihre Schwanzhaut abstreifen und auf diese Weise entkommen (Autotomie). Der übrige nackte Teil der Wirbelsäule vertrocknet und fällt schließlich ab oder wird von der Haselmaus abgenagt. Anders als bei Eidechsen kann der Schwanz nicht regeneriert werden, am Stummel wachsen jedoch buschige Haare nach.

## Tagestorpor
Um Energie zu sparen, ist die Haselmaus in der Lage, tagsüber für einige Stunden in einen Torpor zu fallen. Es ist ein Zustand vorübergehender Dormanz, in dem die Haselmaus in eine Starre verfällt und sich nicht bewegen kann. Die Stoffwechselvorgänge werden verlangsamt und die Körpertemperatur sinkt auf ungefähr 32 Grad Celsius. Dieser Zustand tritt vor allem bei ungünstigen Witterungsbedingungen, niedriger Temperatur oder Nahrungsmangel auf. Die Haselmaus befindet sich währenddessen meist zusammengerollt in ihrem Nest.

## Fressfeinde
Hauptfeinde sind Rotfuchs, Mauswiesel und das Hermelin. Weitere Feinde sind Greifvögel und Eulen, etwa die Schleiereule und der Waldkauz. Da sie sich nicht verteidigen können, sind Haselmäuse Fluchttiere.
Während des Winterschlafs werden sie gelegentlich von Wildschweinen ausgegraben und gefressen.

## Systematik

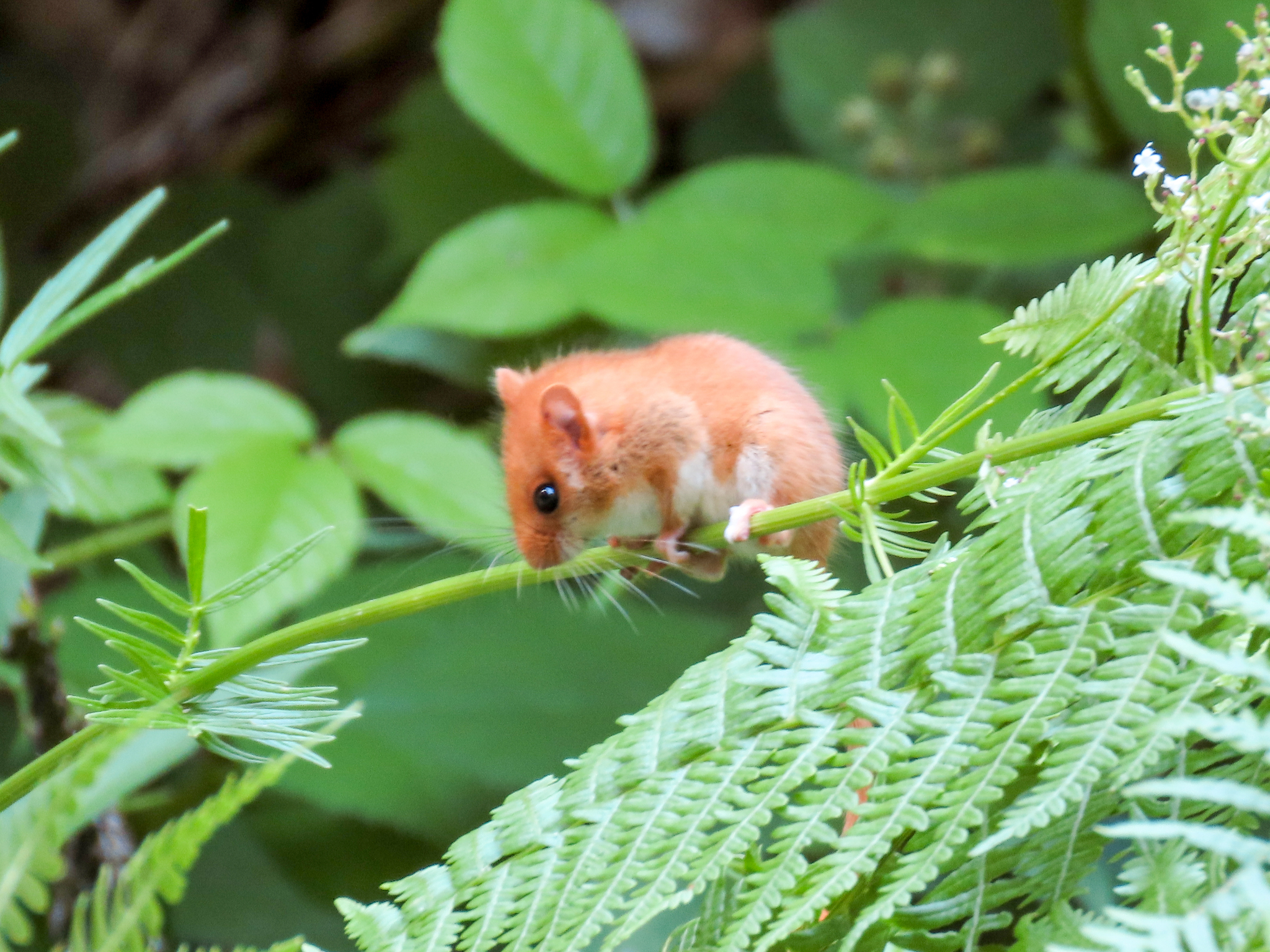
Haselmaus, Foto aus der italienischen Region Abruzzen

Ihren ersten wissenschaftlichen Namen erhielt die Haselmaus 1758 durch den schwedischen Naturforscher Carl von Linné, der ihr in seinem Systema Naturae die Bezeichnung Mus avellanarius gab und damit den Mäusen (Mus) zuordnete. Die Gattungsbezeichnung Muscardinus wurde 1829 durch den deutschen Zoologen Johann Jakob Kaup eingeführt. Die Gattung Muscardinus gehört zur Familie der Bilche (Gliridae).
Genetischen Analysen zufolge verbergen sich hinter der wissenschaftlichen Bezeichnung Muscardinus avellanarius zwei Kryptospezies, eine westliche in Frankreich, Italien, der Westschweiz und dem deutschen Rheinland und eine östliche in Mittel- und Nordeuropa, auf der Balkanhalbinsel und in der nördlichen Türkei. Die beiden Linien haben sich schätzungsweise vor ca. 7 Millionen Jahren im späten Miozän voneinander getrennt. Die Verbreitungsgrenze der beiden Populationsgruppen verläuft diagonal durch Mitteleuropa.

## Gefährdung und Schutz
Die Haselmaus wird in der weltweiten Roten Liste gefährdeter Arten der IUCN in der Kategorie Least concern, also als nicht bedroht aufgeführt. Durch die Zerstörung und Zerstückelung der Lebensräume ist sie im nördlichen Europa (England und Wales, Schweden, Deutschland, Dänemark) jedoch seltener geworden. Beispielsweise ist ihre Zahl in England und Wales im Zeitraum 2000 bis 2016 um ein Drittel zurückgegangen.
Die Haselmaus ist in den EU-Mitgliedstaaten in Anhang IV der FFH-Richtlinie gelistet. Es besteht strenger Artenschutz gemäß Artikel 12, 14, 15 und 16 der Richtlinie, wie für alle in Anhang IV gelistete Arten.

## Die Haselmaus in der Literatur
Ein – offenbar narkoleptischer – Bilch (im Original dormouse) spielt eine prominente Rolle bei der „verrückten Teeparty“ in Lewis Carrolls Alice im Wunderland. Auch wenn dieser in deutschen Fassungen teilweise zum Murmeltier oder zur „Schlafmaus“ wird, ist anzunehmen, dass die zum Torpor neigende Haselmaus tatsächlich der Bilch war, der Lewis Caroll im Sinn lag.

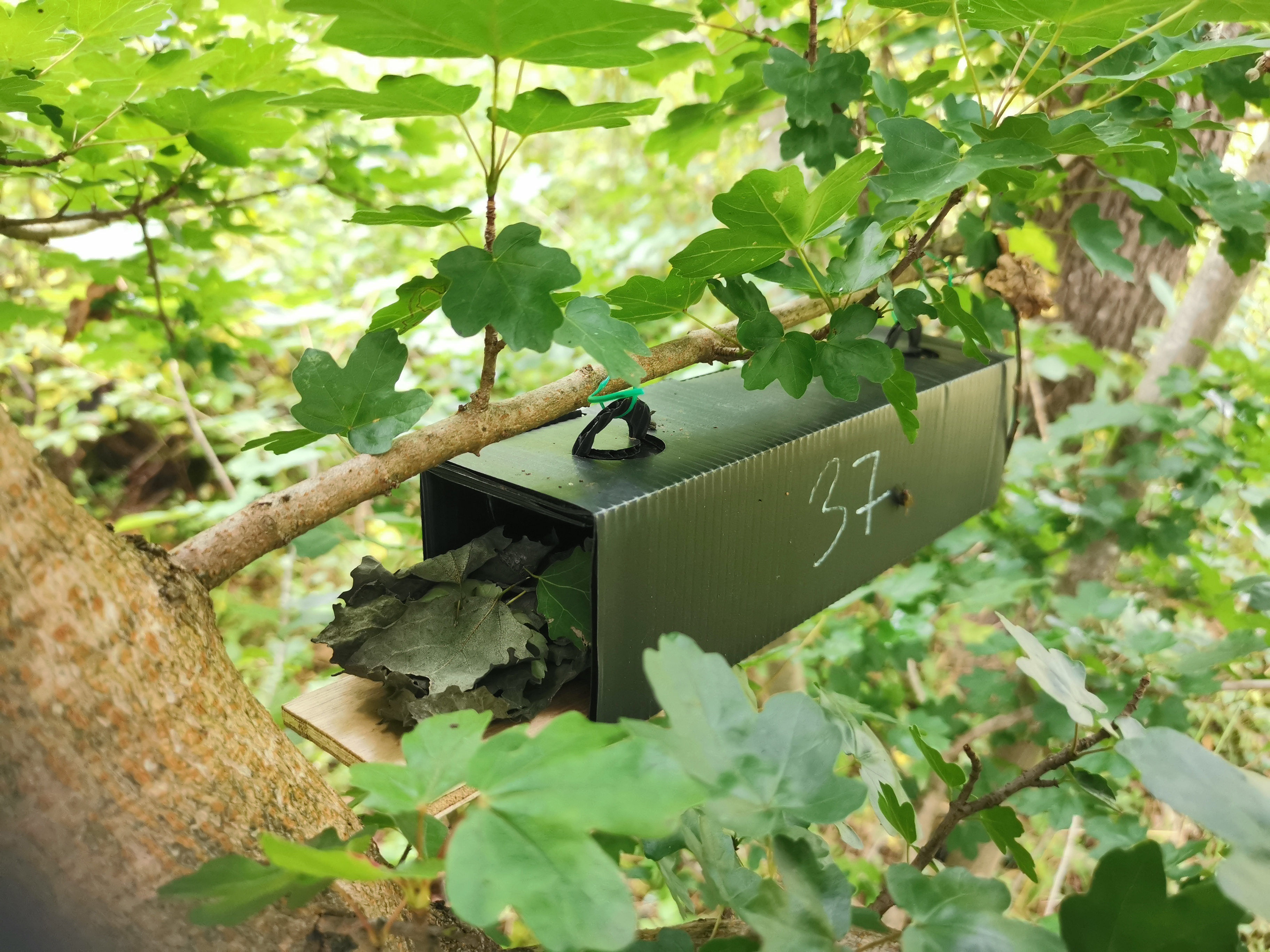
Haselmausstube zur Bestandsaufnahme einer örtlichen Population

Im Buch Das Tierhäuschen, geschrieben vom russischen Dichter Samuil Marschak, ist eine Haselmaus einer der Protagonisten.
Innerhalb der Serie Junge Wildtiere gab die Deutsche Post AG mit dem Erstausgabetag 3. September 2020 eine Sonderbriefmarke im Nennwert von 95 Eurocent mit einem Abbild der Haselmaus heraus. Der Entwurf stammt von der Grafikerin Jennifer Dengler aus Bonn.